# Les Clowns vengeurs
Les Clowns vengeurs est une série québécoise de science-fiction publiée chez Porte-Bonheur à partir de 2012.

## Résumé

### Thème de la série
Un monde qui pourrait être le nôtre. Un avenir qui pourrait ne pas être si lointain. La série Les Clowns Vengeurs nous transporte dans un univers glauque où un ordre d’assassins, les Odi-menvatts, se dresse contre l’hégémonie du gouvernement légitime qui se soucie peu du bien-être de la population de la Quadri-métropole. Une lutte sans merci oppose les arcurides, pions du gouvernement, aux terrifiants Clowns vengeurs.  

### Tome 1: Valse macabre, par Guy Bergeron, 2012
Un dangereux psychopathe s'est glissé parmi les clowns vengeurs. Jordan Gacy, tueur à gages particulièrement cruel, exécute ses basses œuvres au son d'une boîte à musique.
Le clown tourna une petite clé située sur le côté de la boîte, avant de la poser au sol et d'en ouvrir le couvercle. Une musique triste se  mit à résonner dans la pièce, et au centre de la boîte, la figurine d'une ballerine entièrement vêtue de blanc tournoyait au bras d'un clown multicolore. Jordan pencha la tête de côté, fredonnant la mélodie. Il se pencha de nouveau au-dessus de son sac, d'où il sortit une paire de pinces robustes mais aux bouts pointus. Mercado fronça les sourcils. Les clowns vengeurs ne faisaient pas dans la dentelle. Ils tuaient, exerçaient la vengeance sans perdre de temps. Pourquoi, alors, cette paire de pinces ?

### Tome 5: L'Initié, par Pierre H. Charron, 2012
« Carter releva le menton. Il contempla la pièce devant lui. Les tables et chaises de fortune étaient encore là. Au plafond, les néons se balançaient sous la brise provenant de la porte qu'avait défoncée Carter. Ce dernier revivait la scène, minute par minute. Les mains tranchées des écolières, le corps ensanglanté de Ria Maldez et la fin atroce de Skye Desmond, sa fiancée. Un spasme l'as- saillit à la poitrine. Il eut une nausée. Il essaya de pleurer. En vain. Un clown vengeur est dépourvu de larmes. Il l'apprit à l'instant même. Aucune chance d'évacuer sa douleur; il devait maintenant s'en nourrir. » L'homme, derrière le masque du clown vengeur. Son origine, ses intentions et ses choix, dans un monde où tractations politiques, alliances et rébellions pullulent. Corruption, honneur, rage et destin sont au centre des intrigues : on assiste à la naissance d'un Odi-menvatt, jusqu'à l'ultime dénouement, où il devra faire son choix d'allégeance...

## Origines

### Nouvelles à l'origine de l'univers
L'univers des clowns vengeurs est d'abord apparu dans quelques nouvelles publiées par Michel J. Lévesque, de 2004 à 2006 :
- Menvatt Requiem, Brins d’éternité, no 2, 2004
- Menvatt Story, Brins d’éternité, no 6, 2005
- Menvatt Blues, Solaris, no 156, 2005
- L’Arcuride, Brins d’éternité, no 10, 2006

## Liste des livres de la série
- Valse macabre, par Guy Bergeron, 2012
- Concertos pour Odi-menvatts, par Michel J. Lévesque, 2012
- La Volonté d'Odi, par Mathieu Fortin, 2012
- Les Couloirs de l'éternité, par Jonathan Reynolds, 2012
- L'Initié, par Pierre H. Charron, 2012
- Clandestine, par Eve Patenaude, 2012
- Les Limbes des immortels, par Dominic Bellavance, 2012
- Maîtresse des Ombres, par Mathieu Fortin, 2013
- La patience des immortels, par Dominic Bellavance, 2014
- L'écologie d'Odi, par Michèle Laframboise
- la lignée centuri